# Tessères des Nornes
Norna Tesserae
Pour les articles homonymes, voir Nornes.
Les tessères des Nornes (désignation internationale : Norna Tesserae) sont un terrain polygonal situé sur Vénus dans un quadrangle inconnu. Il a été nommé en référence aux Nornes, déesses nordiques du destin.